# Javier Cortés
Javier Cortés Granados (Mexico-Stad, 20 juli 1989) is een Mexicaans voormalig voetballer die doorgaans speelde als rechtsbuiten. Tussen 2008 en 2020 was hij actief voor Pumas UNAM, Santos Laguna en Atlético San Luis. Cortés debuteerde in 2012 in het Mexicaans voetbalelftal en speelde uiteindelijk twee interlands.

## Clubcarrière
Na zijn jeugdopleiding bij diezelfde club doorlopen te hebben, maakte Cortés op 24 augustus 2008 als speler van Pumas UNAM zijn debuut in de Primera División tijdens het duel met CF Pachuca (3–1 winst). Zijn eerste doelpunt maakte hij op 8 augustus 2010, toen er tegen Cruz Azul met 2–0 gewonnen werd. In 2009 en 2011 kroonde Cortés zich met Pumas tot landskampioen van Mexico. Tijdens het seizoen 2012/13 wist hij zevenmaal tot scoren te komen. In januari 2020 verkaste de middenvelder naar Atlético San Luis. Deze club verliet hij in juni van dat jaar weer. Hierop besloot Cortés op eenendertigjarige leeftijd een punt achter zijn actieve loopbaan te zetten.

## Interlandcarrière
Cortés debuteerde op 25 januari 2012 in het Mexicaans voetbalelftal . Op die dag werd er met 3–1 gewonnen van Venezuela. De vleugelspeler mocht van bondscoach José Manuel de la Torre in de basis beginnen en hij viel na drieënzestig minuten uit voor Javier Aquino. De andere Mexicaanse debutanten dit duel waren Marco Fabián en Israel Jiménez.
| Interlands van Javier Cortés voor Mexico | Interlands van Javier Cortés voor Mexico | Interlands van Javier Cortés voor Mexico | Interlands van Javier Cortés voor Mexico | Interlands van Javier Cortés voor Mexico | Interlands van Javier Cortés voor Mexico | Interlands van Javier Cortés voor Mexico |
| №                                        | Datum                                    | Wedstrijd                                | Uitslag                                  | Soort wedstrijd                          | Goals                                    |                                          |
| Als speler bij Pumas UNAM                | Als speler bij Pumas UNAM                | Als speler bij Pumas UNAM                | Als speler bij Pumas UNAM                | Als speler bij Pumas UNAM                | Als speler bij Pumas UNAM                | Als speler bij Pumas UNAM                |
| ---------------------------------------- | ---------------------------------------- | ---------------------------------------- | ---------------------------------------- | ---------------------------------------- | ---------------------------------------- | ---------------------------------------- |
| 1                                        | 25 januari 2012                          | Mexico – Venezuela                       | 3 – 1                                    | Vriendschappelijk                        |                                          |                                          |
| 2                                        | 17 april 2013                            | Mexico – Peru                            | 0 – 0                                    | Vriendschappelijk                        |                                          |                                          |